# Dierama grandiflorum
Dierama grandiflorum är en irisväxtart som beskrevs av Gwendoline Joyce Lewis. Dierama grandiflorum ingår i släktet Dierama och familjen irisväxter. Inga underarter finns listade i Catalogue of Life.